# Свети Илия (Гостун)
Вижте пояснителната страница за други значения на Свети Илия.
„Свети Илия“ е възрожденска църква в разложкото село Гостун, България, част от Неврокопската епархия на Българската православна църква. Обявена е за паметник на културата.

## Архитектура и интериор
Църквата „Св. Илия“ е изградена през XVIII век. В архитектурно отношение тя е трикорабна псевдобазилика, без нартекс и емпория. През 1927 година до западната фасада е пристроена камбанария.
Подът на църквата е покрит с големи каменни плочи. Няма амвон и владишки трон. Стените не са изписани.
Иконостасът е дъсчен вуреден,с оригинален кръст от венчилката. Между иконите от първия и втория ред е изписана красива лозница, произхождаща също от XVIII век.
Царските двери и кръжилото са рисувани, полихромирани и с плитка дърворезба и позлатени детайли. Вероятната им датировка е XVIII век. Върху тях е изписано „Благовещение“. Осем от апосторските икони са от XVII – XVIII век. Иконите „Свети Николай“, „Новозаветна Троица“, „Възнесение на Пророк Илия“, „Свети Георги“, „Рождество Христово“, „Христос Всепрощаващ“ и „Разпятие“ са дело на Димитър Молеров и са смятани за негово върхово постижение.
След кражба през 1999 година са съхранени малък брой икони. За съжаление голяма част от иконите, рисувани от Димитър Молеров са изгубени.